# Език за програмиране
Език за програмиране е изкуствен език, предназначен за изразяване на изчисления, които могат да се извършат от машина, по-специално от компютър. Езиците за програмиране могат да се използват за създаване на програми, които контролират поведението на машина, да реализират алгоритми точно или във вид на човешка комуникация.
Много програмни езици имат някаква форма на писмена спецификация на синтаксиса си (форма) и семантика (значение). Някои езици са дефинирани чрез спецификация. Например, езикът за програмиране C е език специфициран чрез ISO стандарт. Други езици като Perl, имат доминираща имплементация, която се използва като препоръка.
Най-ранните програмни езици предхождат изобретяването на компютъра, и са били използвани за управление на поведението на машини като жакардов стан и механично пиано. Създадени са хиляди различни езици за програмиране, предимно в областта на компютрите, и много повече се създават всяка година. Повечето програмни езици описват изчисляването в императивен вид, т.е. като последователност от команди, въпреки че някои езици, като например тези, които поддържат функционално програмиране или логическо програмиране, използват алтернативни форми на описание.

## Определения
Езикът за програмиране е нотация за писане на програми, които са спецификации на изчисляване или алгоритъм. Някои, но не всички автори ограничават понятието „език за програмиране“ за тези езици, които могат да изразят всички възможни алгоритми. Отличителните белези, които често се смятат за важни за това какво представлява един език за програмиране, включват:
- Функция и цел: Компютърен програмен език е език[3], използван за писане на компютърни програми, които са свързани с това компютър да извършва някакъв вид изчисление[4] или алгоритъм и евентуално да управлява външни устройства като принтери, дискови устройства, роботи,[5] и така нататък. Например PostScript програми са често създадени от друга програма. за управление на принтер или дисплей. По-общо казано, един език за програмиране може да опише изчисление, на някаква, вероятно абстрактна, машина. Общоприето е, че една пълна спецификация за един език за програмиране, включва описание, вероятно идеализирано, на машина или обработчик за този език.[6] В контекста на практиката, един език за програмиране, засяга компютър и следователно езиците за програмиране обикновено се дефинират и изучават по този начин.[7] Програмните езици се различават от естествените езици по това, че естествените езици се използват за взаимодействие между хора, докато езиците за програмиране позволяват хората да задават инструкции на машините.

- Абстракции: Езиците за програмиране обикновено съдържат абстракции за дефинирането и работата със структури от данни или за управление на потока на изпълнение. Практическата необходимост, един език за програмиране да поддържа адекватни абстракции се изразява чрез принципа на абстракцията;[8] този принцип понякога е формулиран като препоръка към програмиста, да използва подобни абстракции по подходящият начин.[9]

- Изразителна сила: Теорията на алгоритмите, класифицира езиците на база изчисленията, които са способни да изразят. Всички Тюрингови езици могат да реализират един и същ набор от алгоритми. ANSI/ISO SQL и Charity са примери за езици, които не са Тюрингови езици, но често се наричат езиците за програмиране.[10][11]

Маркиращи езици като XML, HTML или troff, които дефинират структурирани данни, не се считат за езици за програмиране. Все пак, езиците за програмиране могат да имат подобен синтаксис с маркиращите езици, ако е дефинирана семантиката. XSLT например, е Тюрингов диалект на XML.  Освен това LaTeX, който се използва предимно за структуриране на документи, съдържа и Тюрингово подмножество.
Терминът компютърен език понякога е взаимозаменяем с език за програмиране. Въпреки това, употребата на двата термина е варира при различните автори, включително обхвата на всеки един от тях. При едната употреба, езиците за програмиране се описват като подмножествто на компютърните езици. В този ред на мисли, езици, използвани в компютинга, които имат различна цел от това да се създават компютърни програми са обикновено целеви компютърни езици. Така например, езиците за маркиране, понякога биват наричани компютърни езици, с цел да се подчертае, че не се използват за програмиране. При другата употреба на термина, езиците за програмиране се разглеждат като теоретични конструкции за програмиране на абстрактни машини, и компютърните езици като тяхно подмножество, които работят на физически компютри, които имат ограничени хардуерни ресурси. Джон Рейнолдс подчертава, че формалните езици, са точно толкова, колкото езици за програмиране, колкото и езиците, предназначени за изпълнение. Той също така твърди, че текстови и дори графични входни формати, които влияят на поведението на компютъра са програмни езици, независимо от факта, те често не са Тюрингови, и отбелязва, че това непознаване на концепциите на програмните езици е причина за много недостатъци във входните формати.